# Sarah Idan
Sarah Abdali Idan (arasky: سارةعيدان; narozena 4. února 1990) je irácká modelka, televizní moderátorka a zpěvačka. Je držitelkou titulu v soutěži krásy Miss Universe Iraq 2017 a zastupovala Irák na soutěži Miss Universe 2017. Narodila se a vyrůstala v Bagdádu, její rodiče pocházeli z provincií Babylon a Qadisiyah. Umí zpívat anglicky a arabsky. V letech 2016-2017 vystupovala mnohokrát v egyptské televizi.